# جون بي. بابكوك
جون بي. بابكوك (بالإنجليزية: John B. Babcock)‏ هو عسكري أمريكي، ولد في 7 فبراير 1847 في نيو أورلينز في الولايات المتحدة، وتوفي في 26 أبريل 1909 في SS Prinz Friedrich Wilhelm ‏.